# Łzy słońca
Łzy słońca (tytuł oryg. Tears of the Sun) – film fabularny produkcji amerykańskiej z 2003 r.

## Fabuła
W Nigerii, po zabójstwie prezydenta Azuki i jego rodziny, wybucha wojna domowa. W wyniku umocnienia pozycji rebeliantów dochodzi do masowych rzezi przeciwników rebelii i Europejczyków zamieszkujących w ogarniętym walkami kraju.
Oddział US NAVY SEALs (komando-foki) dowodzony przez porucznika Watersa (Bruce Willis) ma za misję ewakuować z Nigerii doktor Lenę Kendricks (Monica Bellucci). Pozornie prosta akcja komplikuje się na miejscu, kiedy dr Kendricks postanawia nie zostawiać swoich podopiecznych w Nigerii. Nie mogąc zabrać wszystkich uchodźców Waters wysyła śmigłowcami tych, którzy mogą spowolnić marsz, on sam zaś wraz ze swoimi ludźmi i grupą zagrożonych emigrantów ruszają w stronę granicy z Kamerunem. Jednak w tej grupie znajduje się konfident, który przesyła informacje o położeniu grupy do rebeliantów. Komandosi Watersa wraz z uzbrojonymi uchodźcami toczą walkę ze znacznie liczniejszymi wojskami nigeryjskimi. W walce ginie Lake, Slo, Flea i Silk. Nacierające wojska rebeliantów mają znaczną przewagę liczebną i więcej amunicji niż wycofujący się oddział kapitana Watersa. Jednak udaje im się dotrzeć do granicy z Kamerunem, gdzie z odsieczą przyszły im myśliwce F/A-18 Hornet z lotniskowca USS Harry Truman stacjonującego u wybrzeży Afryki.

## Obsada
- Bruce Willis – A.K. Waters
- Monica Bellucci – Lena Kendricks
- Cole Hauser – James „Red” Atkins
- Johnny Messner – Kelly Lake
- Eamonn Walker – Ellis „Zee” Pettigrew
- Nick Chinlund – Michael „Slo” Slowenski
- Charles Ingram – Demetrius „Silk” Owens
- Paul Francis – Danny „Doc” Kelley
- Tom Skerritt – Bill Rhodes
- Chad Smith – Jason „Flea” Mabry
- Peter Mensah – Terwase
- Malick Bowens – Idris Sadick